# خداحافظ بچه
خداحافظ بچه یک مجموعه تلویزیونی ایرانی به کارگردانی منوچهر هادی، نویسندگی سجاد ابوالحسنی و تهیه‌کنندگی داوود هاشمی است که در رمضان ۱۳۹۱ از شبکه سه سیما پخش شده است.

## خلاصه داستان
مرتضی (شهرام حقیقت‌دوست) و لیلا (مهراوه شریفی‌نیا) بچه‌دار نمی‌شوند و تصمیم می‌گیرند بچه‌ای را به فرزندی قبول کنند اما به‌خاطر سابقهٔ زندان مرتضی، تصمیم می‌گیرند بچه‌ای را بدزدند و این کار را انجام می‌دهند ولی در خانه صاحب بچه یادداشتی می‌گذارند این یادداشت مدرکی می‌شود تا پدر بچه دنبال آن‌ها بگردد.

## بازیگران
| بازیگر          | نقش    | توضیحات                                   |
| شهرام حقیقت‌دوست | مرتضی  | همسر لیلا، پسر عباس و منیژه               |
| مهراوه شریفی‌نیا | لیلا   | همسر مرتضی، دختر جعفر و ثریا              |
| آتیلا پسیانی    | خسرو   | همسر نازنین                               |
| بهنوش بختیاری   | گیتی   | همسر احمد، دوست لیلا                      |
| مهدی صبایی      | احمد   | همسر گیتی، دوست مرتضی                     |
| بهاره رهنما     | نازنین | همسر دوم خسرو                             |
| حدیث میرامینی   | رعنا   | خواهر لیلا، دختر جعفر و ثریا              |
| پوراندخت مهیمن  | ثریا   | مادر لیلا و رعنا، مادرزن مرتضی، همسر جعفر |
| شهین تسلیمی     | منیژه  | مادر مرتضی، مادر شوهر لیلا                |
| ناصر گیتی جاه   | عباس   | پدر مرتضی، همسر منیژه، پدرشوهر لیلا       |
| محمدرضا حقگو    | جعفر   | پدر لیلا و رعنا، همسر ثریا، پدرزن مرتضی   |
| مائده طهماسبی   | شهره   | همسر اول خسرو                             |
| سیروس همتی      | مجتبی  | راننده خسرو                               |
| ایمان صفا       | بهروز  | دوست مرتضی                                |

## حواشی
این مجموعه مورد انتقاد بهزیستی قرارگرفته است. همچنین چند سکانس از قسمت‌های پایانی این سریال را بهروز افخمی کارگردانی کرده‌است.

## جوایز و نامزدها
| سال  | جایزه              | رده                              | دریافت‌کننده      | نتیجه    |
| ---- | ------------------ | -------------------------------- | ---------------- | -------- |
| ۱۳۹۳ | چهاردهمین جشن حافظ | بهترین بازیگر مرد درام تلویزیونی | شهرام حقیقت دوست | نامزدشده |
| ۱۳۹۳ | چهاردهمین جشن حافظ | بهترین بازیگر زن درام تلویزیونی  | مهراوه شریفی نیا | برنده    |